# علي غليوم
علي غليوم (علي غليوم؛ وُلد في 20 يونيو 1987 في تلكلخ) هو لاعب كرة قدم سوري، يشغل مركز وسط هجومي ويلعب حاليًا في صفوف نادي الحرجلة ضمن الدوري السوري الممتاز.
بدأ غليوم مسيرته الكروية مع نادي الوثبة، قبل أن ينتقل إلى نادي الشرطة، ثم خاض تجربة احترافية في لبنان مع شباب الساحل والحكمة، وساهم في فوز القوة الجوية العراقي بلقب كأس الاتحاد الآسيوي 2016. عُرف بتمريراته الحاسمة وتسديداته القوية، ويُعد من أبرز لاعبي خط الوسط السوريين خلال فترة نشاطه. شقيقه الأصغر بكر غليوم هو لاعب في صفوف الوثبة أيضًا.
> بعد انتهاء عقده مع نادي الحرجلة في موسم 2022، انضم علي غليوم إلى نادي تلكلخ المحلي، حيث ظهر في تشكيلة الفريق برقم 10 في المباريات الأخيرة. انتقاله للنادي الذي ينشط بالمستوى الأدنى لم يُعلن رسميًا في وسائل الإعلام الرياضية، لكنه مؤكد من خلال منشورات نادي تلكلخ الرسمية.

## المسيرة الدولية
شارك غليوم مع المنتخبات السنية لسوريا، أبرزها منتخب تحت 20 عامًا ومنتخب تحت 23 عامًا. وفي عام 2012، استُدعي إلى المنتخب الأول وخاض معه 4 مباريات دولية سجل خلالها هدفًا واحدًا.

## إحصائيات الأندية
| الموسم    | النادي      | الدوري                  | المباريات | الأهداف |
| --------- | ----------- | ----------------------- | --------- | ------- |
| 2013–2015 | شباب الساحل | الدوري اللبناني الممتاز | 40        | 10      |
| 2015–2016 | نادي الحكمة | الدوري اللبناني الممتاز | 20        | 2       |
| المجموع   | —           | —                       | 60        | 12      |

## الإنجازات

### مع الأندية
نادي القوة الجوية
- كأس الاتحاد الآسيوي: 2016

## روابط خارجية
- السيرة الذاتية في موقع كووورة
- السيرة في موقع Goal.com
- صفحة علي غليوم – كووورة
- قناة الكأس – تقرير حول مسيرته
- موقع اللاعبين السوريين المحترفين – مقابلة